# Le spose di Costantino
Le spose di Costantino è stato un docu-reality in onda dall'11 gennaio al 1º febbraio 2018 in prima serata su Rai 2. Il programma ha come protagonista Costantino della Gherardesca, che ne è anche ideatore, affiancato nelle quattro puntate realizzate rispettivamente da Elisabetta Canalis, Paola Ferrari, Eleonora Giorgi e Valeria Marini.

## Il programma
In ogni puntata del programma, in una fittizia luna di miele Costantino intraprende un viaggio assieme ad una donna del mondo dello spettacolo in una nazione del mondo, con l'obiettivo di scoprirne tradizioni ed elementi di vita quotidiana. Costantino e la sua "sposa" dovranno  calarsi nei panni di tre differenti coppie di sposi locali, abitando nelle loro abitazioni assieme alle loro famiglie e svolgendone le attività lavorative.

## Puntate
| Puntata       | Messa in onda    | "Sposa" di Costantino | Nazione visitata | Telespettatori | Share | Fonte |
| ------------- | ---------------- | --------------------- | ---------------- | -------------- | ----- | ----- |
| 1             | 11 gennaio 2018  | Elisabetta Canalis    | Giamaica         | 928.999        | 3,60% | [ 2 ] |
| 2             | 18 gennaio 2018  | Paola Ferrari         | Ghana            | 912.000        | 3,50% | [ 3 ] |
| 3             | 25 gennaio 2018  | Eleonora Giorgi       | Georgia          | 690.000        | 2,70% | [ 4 ] |
| 4             | 1º febbraio 2018 | Valeria Marini        | Uganda           | 814.000        | 3,20% | [ 5 ] |
| Media Auditel | Media Auditel    | Media Auditel         | Media Auditel    | 836.000        | 3,25% |       |